# Военный ординариат Испании

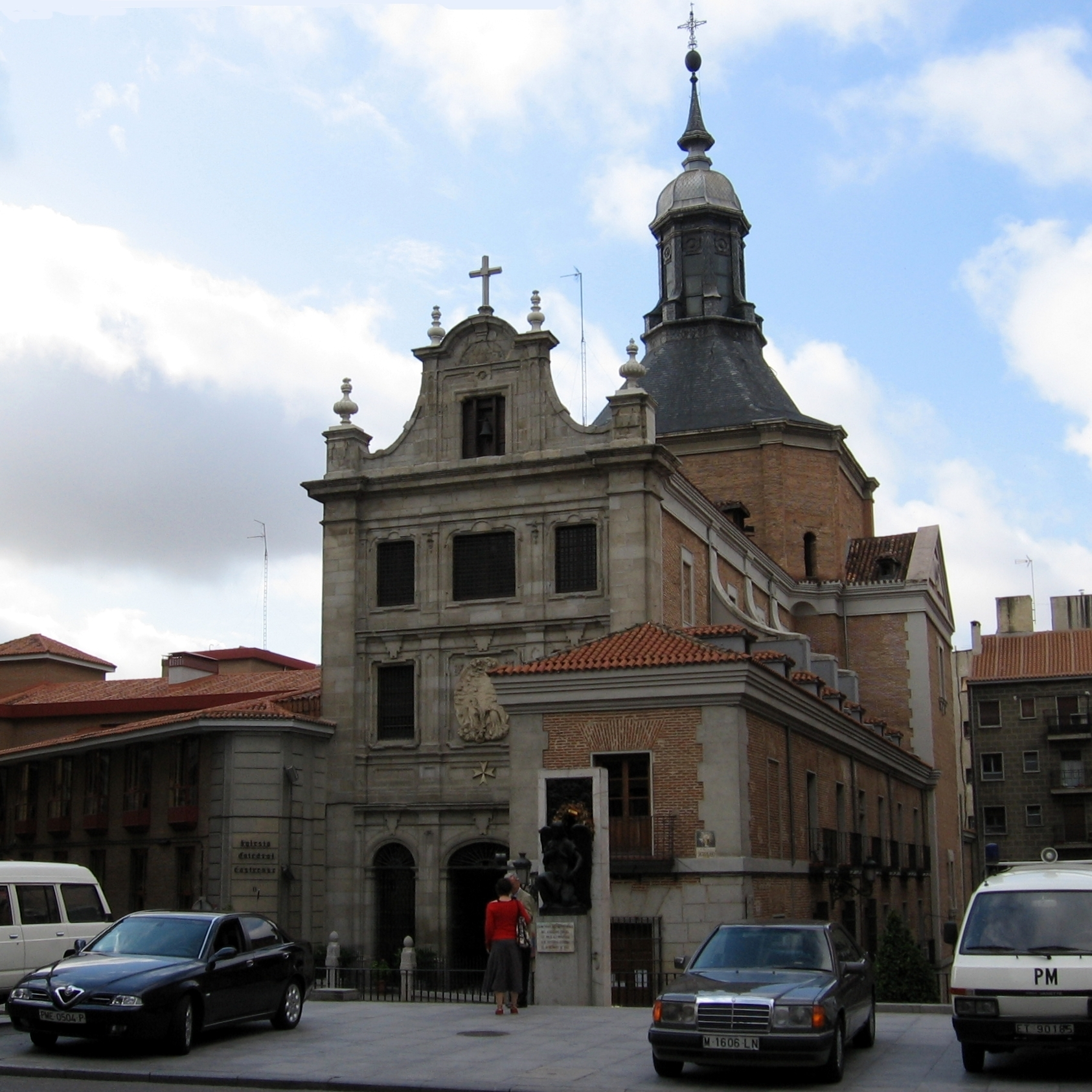
Церковь Святых Даров (Мадрид), выступающая в качестве собора для ордиариата

Военный ординариат Испании (исп. Arzobispado Castrense de España) — военный ординариат Католической церкви, действующий во Испании. Военный ординариат Испании, подчиняясь непосредственно Святому Престолу, обеспечивает пастырское попечение военнослужащих католического вероисповедания испанской армии и их семей. Кафедральным собором военного ординариата Испании служит церковь Святых Даров (Сакраменто) в Мадриде.

## История
5 августа 1950 года Святой Престол учредил военный викариат Испании в статусе временной структуры пастырского попечения. В 1953 году между Святым Престолом и режимом Франко был заключён конкордат, который помимо прочего официально ратифицировал создание военного викариата.
В 1976 году после смерти Франко и перехода Испании к конституционной монархии Святой Престол и Испания подписали договоры, фиксирующие новую реальность и отменяющие устаревшие положения конкордата 1953 года. В частности была установлена новая система назначения военного викария — апостольская нунциатура в Испании и Министерство иностранных дел совместно формируют список кандидатов, а король Испании предоставляет кандидатуру одного из этого списка на утверждение папе римскому.
21 июля 1986 года папа Иоанн Павел II обнародовал Апостольскую конституцию Spirituali militum curæ, в которой преобразовал военные викариаты, включая военный викариат Испании, в регулярные военные ординариаты.

## Структура
Военный ординариат Испании возглавляется архиепископом. С разрешения Ватикана в испанских источниках ординариат называется более традиционным для Испании термином «военное архиепископство» (arzobispado сastrense). Ординариат имеет двойное юридическое подчинение, подчиняется как церковному каноническому праву, так и гражданским законам, касающимся армии. Ординариат имеет свою собственную семинарию, готовящую священников-капелланов.

## Ординарии
Викарии:
- Луиджи Алонсо Муньойерро (1950—1968)
- Хосе Лопес Ортис (1969—1977)
- Эмилио Бенавент Эскуин (1977—1982)
- Хосе Мануэль Эстепа Льяуренс (1983—1986)

Ординарии:
- Хосе Мануэль Эстепа Льяуренс (1986—2003);
- Франсиско Перес Гонсалес (2003—2007);
- Хуан дель Рио Мартин (2008—2021)[1];
- Хуан Антонио Аснарес Кобо (15.11.2021 — по настоящее время).